# Macho (single)
Macho is een single van de Nederlandse band Doe Maar uit 1984. 

## Achtergrond
Macho is geschreven door Henny Vrienten en geproduceerd door de band zelf. Het is een skanummer waarin de mannelijke liedverteller zegt dat hij meer een connectie heeft met vrouwen dan met mannen. In het refrein wordt zelfs gewenst dat hij een vrouw zou zijn.   Het lied werd gemaakt vlak voor de periode dat de bandleden voor de eerste keer uit elkaar gingen. Hierdoor stopten ze ook met het album maken waar Macho ook op zou hebben gestaan. De laatste opname van Doe Maar voordat ze uit elkaar gingen was het lied bij het programma Pubertijd van Ivo de Wijs. B-kant van de single is Grote broer, geschreven door Ernst Jansz.

## Hitnoteringen
Het lied behaalde in zowel Nederland als België de hitlijsten. De hoogste piekpositie was de vijfde plaats in de Nationale Hitparade, waarin het vijf weken stond. Het stond een weekje langer in de Nederlandse Top 40, maar kwam daar tot de negende plaats. In de Vlaamse Ultratop 50 bereikte het slechts de 27e plek en stond het twee weken in de lijst.